# Liste der Kulturdenkmale in Elterlein

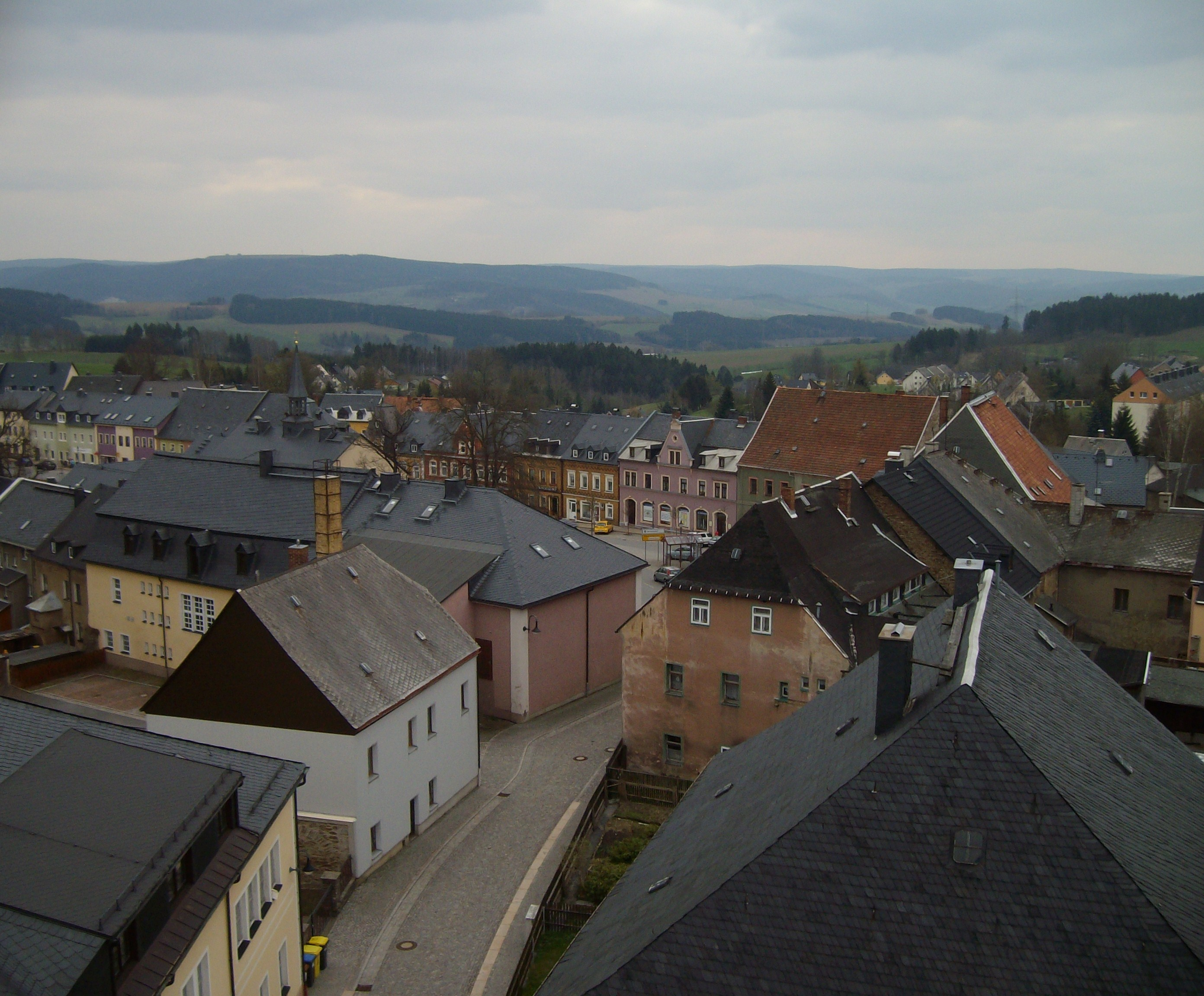
Blick auf den Marktplatz

Die Liste der Kulturdenkmale in Elterlein enthält die Kulturdenkmale in Elterlein.
Diese Liste ist eine Teilliste der Liste der Kulturdenkmale in Sachsen.

## Legende
- Bild: Bild des Kulturdenkmals, ggf. zusätzlich mit einem Link zu weiteren Fotos des Kulturdenkmals im Medienarchiv Wikimedia Commons. Wenn man auf das Kamerasymbol klickt, können Fotos zu Kulturdenkmalen aus dieser Liste hochgeladen werden:
- Bezeichnung: Denkmalgeschützte Objekte und ggf. Bauwerksname des Kulturdenkmals
- Lage: Straßenname und Hausnummer oder Flurstücknummer des Kulturdenkmals. Die Grundsortierung der Liste erfolgt nach dieser Adresse. Der Link (Karte) führt zu verschiedenen Kartendiensten mit der Position des Kulturdenkmals. Fehlt dieser Link, wurden die Koordinaten noch nicht eingetragen. Sind diese bekannt, können sie über ein Tool mit einer Kartenansicht einfach nachgetragen werden. In dieser Kartenansicht sind Kulturdenkmale ohne Koordinaten mit einem roten bzw. orangen Marker dargestellt und können durch Verschieben auf die richtige Position in der Karte mit Koordinaten versehen werden. Kulturdenkmale ohne Bild sind an einem blauen bzw. roten Marker erkennbar.
- Datierung: Baubeginn, Fertigstellung, Datum der Erstnennung oder grobe zeitliche Einordnung entsprechend des Eintrags in der sächsischen Denkmaldatenbank
- Beschreibung: Kurzcharakteristik des Kulturdenkmals entsprechend des Eintrags in der sächsischen Denkmaldatenbank, ggf. ergänzt durch die dort nur selten veröffentlichten Erfassungstexte oder zusätzliche Informationen
- ID: Vom Landesamt für Denkmalpflege Sachsen vergebene, das Kulturdenkmal eindeutig identifizierende Objekt-Nummer. Der Link führt zum PDF-Denkmaldokument des Landesamtes für Denkmalpflege Sachsen. Bei ehemaligen Kulturdenkmalen können die Objektnummern unbekannt sein und deshalb fehlen bzw. die Links von aus der Datenbank entfernten Objektnummern ins Leere führen. Ein ggf. vorhandenes Icon  führt zu den Angaben des Kulturdenkmals bei Wikidata.

## Elterlein
| Bild                                    | Bezeichnung | Lage                                            | Datierung                           | Beschreibung | ID       |
| --------------------------------------- | --- | ----------------------------------------------- | ----------------------------------- | --- | -------- |
|                                         | Triangulationssäule | (Karte)                                         | 1864 (Triangulierungssäule)         | Station 2. Ordnung, bedeutendes Zeugnis der Geodäsie des 19. Jahrhunderts, vermessungsgeschichtlich von Bedeutung. Denkmaltext: Im Zeitraum 1862 bis 1890 erfolgte im Königreich Sachsen eine Landesvermessung, bei der zwei Dreiecksnetze gebildet wurden. Das so entstandene Lagenetz galt zum damaligen Zeitpunkt als eines der modernsten in Deutschland. Zum einen handelt es sich um das Netz für die Gradmessung im Königreich Sachsen (Netz I. Classe/Ordnung) mit 36 Punkten und die Königlich-Sächsische Triangulierung (Netz II. Classe/Ordnung) mit 122 Punkten. Als maßstabsgebende Basis wurde die Großenhainer Grundlinie bestimmt. Geleitet wurde diese Landesvermessung durch Christian August Nagel, weshalb die Triangulationssäulen auch als „Nagelsche Säulen“ bezeichnet werden. Die hierfür gesetzten Vermessungssäulen blieben fast vollständig an ihren ursprünglichen Standorten erhalten. Sie sind ein eindrucksvolles Zeugnis der Geschichte der Landesvermessung in Deutschland sowie in Sachsen. Das System der Vermessungssäulen beider Ordnungen ist in seiner Gesamtheit ein Kulturdenkmal von überregionaler vermessungsgeschichtlicher Bedeutung. Die Triangulationssäule Nummer 133 am höchsten Punkt des Schatzenstein-Felsens gehört zum II. Netz der Königlich-Sächsischen Triangulierung. Der Grund und Boden gehörte zum Zeitpunkt der Aufstellung zum Staatlichen Forstrevier Elterlein und stand bereits im Eigentum des Königlich Sächsischen Staatsfiscus. Als Besonderheit weist die Säule Beschriftungen auf zwei gegenüber liegenden Seiten auf. Für den Schriftsatz wurden offenbar keine konkreten Vorgaben an den Steinmetz gemacht. Die Beschriftung und die Steinform weisen Ähnlichkeiten zum Punkt 136-Hirschenstein auf, der zur gleichen Zeit entstanden ist. Unterhalb der Station ist am Felsen eine Gedenktafel für den Mundartdichter der überregional bekannten Erzgebirgshymne „Dr Vugelbeerbaam“ Max Schreyer (1845–1922) eingelassen. Der Säule kommt als Teil der Königlich-Sächsischen Triangulierung II. Klasse eine hohe vermessungsgeschichtliche Bedeutung zu. LfD/2017 | 09305066 |
| Direkt Bild zu diesem Denkmal hochladen | Meilenstein |                                                 |                                     | | 08986132 |
| Direkt Bild zu diesem Denkmal hochladen | Gedenkstein | (Karte)                                         | bezeichnet 1889                     | Zum 800jährigen Wettinjubiläum, von landesgeschichtlich-dynastischer Bedeutung. Bezeichnet „Heil Wettin“ | 08986122 |
| Weitere Bilder                          | Empfangsgebäude, daran angebauter Güterschuppen und Nebengebäude eines ehemaligen Bahnhofs                                                                     | Bahnstraße 3 (Karte)                            | 1900 (Empfangsgebäude)              | Klinkergebäude, baugeschichtliche und verkehrsgeschichtliche Bedeutung. Empfangsgebäude: Zweigeschossiger roter Klinkerbau mit Segmentbogenfenstern, Gurtgesims, flaches Satteldach mit Überstand, Expedition eingeschossiger Backsteinanbau, Seitengebäude eingeschossiges Backsteingebäude, Hakengrundriss, flaches Satteldach mit Überstand | 08986125 |
| Direkt Bild zu diesem Denkmal hochladen | Wohnstallhaus und Scheune eines Zweiseithofes | Geyersche Straße 1 (Karte)                      | Kern wohl 18. Jahrhundert           | Stattlicher Putzbau mit zugesetztem Segmentbogenportal, von baugeschichtlicher und ortsentwicklungsgeschichtlicher Bedeutung. Beide Geschosse massiv, steiles Dach, zur Zwönitzer Straße hin mit Krüppelwalm, Stallteil klar erkennbar, Scheune sorgfältig ausgeführter Bruchsteinbau. | 08986117 |
| Direkt Bild zu diesem Denkmal hochladen | Wohnhaus | Geyersche Straße 3 (Karte)                      | Kern 18. Jahrhundert                | Obergeschoss Fachwerk verkleidet, Konstruktion intakt, baugeschichtliche Bedeutung. Erdgeschoss massiv, geglättet, Obergeschoss-Fenster originale Größe, noch T-Sprossung, Satteldach. | 08986118 |
|                                         | Kirche (mit Ausstattung), Kirchhof mit Einfriedungsmauer und zwei Kirchhofstoren sowie Parentationshalle auf der Friedhofserweiterung an der Geyerschen Straße | Kirchgasse (Karte)                              | ab 1481                             | Spätmittelalterliche Saalkirche mit neogotischem Südturm, baugeschichtlich von Bedeutung. Im Inneren und bezüglich des Turms (Versetzung von der Nord- an die Südseite nach 1889), starke Eingriffe durch C. G. Schramm (Architekt), Inneres später rebarockisiert. | 08986115 |
| Direkt Bild zu diesem Denkmal hochladen | Wohnhaus in halboffener Bebauung | Kirchgasse 1 (Karte)                            | 18. Jahrhundert                     | Barocker Putzbau, Strukturbestandteil der Ortskernbebauung, tiefer Baukörper, baugeschichtliche Bedeutung. Zweigeschossiger massiver Putzbau, Eingangsbereich verändert, intaktes Wand-Öffnungs-Verhältnis, gedrungenes Krüppelwalmdach, eine spätere Hechtgaupe. | 08986113 |
|                                         | Pfarrhaus | Kirchgasse 3 (Karte)                            | nach 1702, Kern womöglich älter     | Repräsentatives Fachwerkgebäude, Schwelle, Füllhölzer und Balkenköpfe profiliert, ortsgeschichtliche und besondere baugeschichtliche Bedeutung. Erdgeschoss massiv, hier neue Sprossenfenster im ursprünglichen Sinne, profilierte Schwelle, zweiriegeliges Sichtfachwerk, Ecken mit stehenden Andreaskreuzen, Konstruktion intakt, Obergeschoss mit guten alten Kreuzstockfenstern, Walmdach geschweift, Schieferdeckung, Rückseite Obergeschoss verschiefert, Obergeschoss hervorkragend, Sichtfachwerk, steiles Walmdach. | 08986114 |
| Weitere Bilder                          | Gedenk-Brunnenanlage | Markt (Karte)                                   | 1910                                | Sandsteinbrunnen mit Stelenaufsatz, darin Relief, zur Erinnerung an Barbara Uttmann (auch Uthmann, gestorben 1575), bedeutende erzgebirgische Unternehmerin, Förderin des Spitzenklöppelns und Bortenwirkens, Familie stammt aus Elterlein, ortsgeschichtlich und künstlerisch von Bedeutung. „Barbara Uttmann zum Gedächtnis“ in zeitgenössischer „Peter-Behrens-Schrift“, Relief: B. U. zeigt zwei Kindern das Klöppelwesen. | 08986095 |
| Direkt Bild zu diesem Denkmal hochladen | Schlussstein und Hauseingangstür eines Wohnhauses | Markt 7 (Karte)                                 | bezeichnet 1720                     | Barocker Schlussstein, historistisches Haustürblatt, ortsentwicklungsgeschichtlich von Bedeutung. Schlussstein über Erdgeschoss-Fenster rechts | 08986130 |
| Direkt Bild zu diesem Denkmal hochladen | Wohnhaus in geschlossener Bebauung | Markt 11 (Karte)                                | wohl 17. Jahrhundert                | Putzbau mit Tordurchfahrt, Kreuzgratgewölbe im Erdgeschoss, von besonderer baugeschichtlicher Bedeutung. Denkmaltext: Ackerbürgerhaus in geschlossener Bebauung, zweigeschossiger massiver Putzbau (im Erdgeschoss 80 cm starke Wände) von acht Achsen (Obergeschoss), mit zentralem, vor 2003 wieder hergestellten rundbogigen Eingang (Prellsteine) in zweiachsigem flachen Mittelrisalit, dahinter hallenartiger Flur als Durchfahrt mit Kreuzgratgewölbe und Bodenplatten, weiterer Raum mit Kreuzgratgewölbe, das Kellergewölbe füllt den gesamten Hausgrundriss aus. Steiles Satteldach als Kaltdach mit altdeutscher Schieferdeckung, sehr wertvoller alter Dachstuhl. Die nicht denkmalgerechte Farbgebung (hellgrün/rotbraun) und die Kunststofffenster mit Pseudosprossung mindern den Dokumentationswert etwas. Das Gebäude ist vor 1750, vielleicht schon im 17. Jahrhundert errichtet worden, durch den Alterswert und konstruktive Details besondere baugeschichtliche Bedeutung, auch sozialgeschichtliche Relevanz. Das Gebäude formt entscheidend das Bild des Marktplatzes mit, was besonders für den Beitrag zur Dachlandschaft gilt, daher auch städtebauliche Bedeutung. | 08986099 |
| Direkt Bild zu diesem Denkmal hochladen | Wohnhaus in halboffener Bebauung und in Ecklage | Markt 13 (Karte)                                | 1902                                | Ehemals mit Gaststätte, Putzfassade mit Dekor erhalten, baugeschichtliche Bedeutung und wegen des Eckturms auch städtebauliche Bedeutung. Zweigeschossiger massiver Putzbau, Erdgeschoss Rundbogenstil, originales späthistoristisches Hautürblatt, Obergeschoss-Fenster mit zum Teil floraler Ornamentierung, Eckturm dreigeschossig, pyramidales Dach, am Rest des Krüppelwalmdaches sieht man die ältere Provenienz. | 08986100 |
| Direkt Bild zu diesem Denkmal hochladen | Wohnhaus in geschlossener Bebauung | Markt 14 (Karte)                                | Mitte 19. Jahrhundert               | Mit Tordurchfahrt, weitgehend ursprünglich erhaltener Putzbau mit profiliertem Haustürgewände, baugeschichtliche Bedeutung. Zweigeschossiger massiver Putzbau, profiliertes Haustürgewände bezeichnet „18(64?)“, Ladeneinbau, Durchfahrt mit altem Torblatt, Obergeschoss profilierte Gewände, Traufe mit Zahnschnitt, flaches Satteldach mit Schieferdeckung und vier kleinen stehenden Gaupen. | 08986126 |
| Direkt Bild zu diesem Denkmal hochladen | Wohnhaus in geschlossener Bebauung, mit Hofgebäude | Markt 15                                        | 1902                                | Roter Klinkerbau mit dominantem Dacherker, baugeschichtliche und städtebauliche Bedeutung. Erdgeschoss mit segmentbogigen Fenstern, zentraler Eingang mit originalem späthistoristischen Haustürblatt, Gurtgesims, Fenster beider Geschosse mit knaggenartigen Schlusssteinen (Blumenmotiv), Satteldach, Schieferdeckung, rückwärtiger Anbau. | 08986102 |
| Direkt Bild zu diesem Denkmal hochladen | Wohnhaus in geschlossener Bebauung | Markt 17                                        |                                     | | 08986103 |
| Direkt Bild zu diesem Denkmal hochladen | Wohnhaus in geschlossener Bebauung | Markt 21                                        | bezeichnet 1902                     | Ehemals mit Gaststätte, weitgehend ursprüngliche Putzfassade, baugeschichtliche und städtebauliche Bedeutung. Zweigeschossiger massiver Putzbau mit großen Segmentbogenfenstern im Erdgeschoss (Laden), Gurtgesims, profiliertes Traufgesims, zentraler Dacherker mit Muschelbekrönung, Satteldach, bezeichnet „1902“ (Giebelaufsatz). | 08986104 |
| Weitere Bilder                          | Wohnhaus in halboffener Bebauung und in Ecklage | Markt 23 (Karte)                                | bezeichnet 1721                     | Stattliches barockes Gebäude, gefasstes Wappen über der Hauseingangstür, städtebauliche, bauhistorische und besondere ortsgeschichtliche Bedeutung. Zweigeschossiger massiver Putzbau, Fenstergewände, flacher Mittelrisalit, Initialen im Schlussstein, steiles Satteldach, bezeichnet „1721“ (Türgewände), rückwärtige Scheune Bruchstein, rückwärtiger Fachwerk-Anbau und rückwärtige Scheune vor 2014 abgebrochen. | 08986105 |
| Direkt Bild zu diesem Denkmal hochladen | Gasthaus mit angebautem Saalgebäude | Markt 24 (Karte)                                | im Kern nach 1702                   | Weitgehend authentisch erhaltene Putzbauten, Gasthaus im Kern barock, ortsgeschichtliche und städtebauliche Bedeutung. - Gasthaus: Zweigeschossiger massiver Putzbau mit markantem schiefergedeckten Mansarddach (5 stehende Gaupen), Fassade mit Lisenengliederung, verträgliches Wand-Öffnungs-Verhältnis, Sprossung verloren, - Tanzsaal: Zweigeschossiger massiver Putzbau mit den charakteristischen Rundbogenfenstern im Obergeschoss, flaches Walmdach, Fassade mit Sprossenfenstern. | 08986097 |
| Direkt Bild zu diesem Denkmal hochladen | Wohnhaus in halboffener Bebauung und in Ecklage | Markt 25 (Karte)                                | 18. Jahrhundert                     | Tiefer Baukörper, barocker Putzbau mit steilem Krüppelwalmdach, baugeschichtliche und städtebauliche Bedeutung. Zweigeschossiger massiver Putzbau, weitgehend intaktes Wand-Öffnungs-Verhältnis, das steile Dach mit drei stehenden Gaupen; war Maschinenbauerei Wilhelm und Arthur Schnorr. | 08986106 |
| Direkt Bild zu diesem Denkmal hochladen | Wohnhaus in geschlossener Bebauung | Markt 26 (Karte)                                | bezeichnet 1724                     | Barocker Putzbau mit profiliertem Türgewände, Strukturbestandteil der Ortskernbebauung, baugeschichtliche und städtebauliche Bedeutung. Zweigeschossiger massiver Putzbau, profiliertes Haustürgewände, Fenstergewände, Traufe profiliert, Satteldach. | 08986112 |
| Weitere Bilder                          | Rathaus (Nr. 28) mit Anbauten (Nr. 28b/28c) | Markt 28; 28b; 28c (Karte)                      | im Kern nach 1800, später überformt | Putzbau mit kleinem Dachreiter, ortsgeschichtliche und städtebauliche Bedeutung. Rathaus: Zweigeschossiger massiver Putzbau, flacher dreiecksübergiebelter Mittelrisalit, Drempel, segmentbogiger eingezogener Eingang, Fassade geglättet, Satteldach mit blechernem Dachreiter, Uhr und Wetterfahne (1939), südöstlich anschließend (28b) zweigeschossiger massiver Putzbau, saniert, neue Schieferdeckung Nummer 28c: zweigeschossiger Putzbau mit Erdgeschoss-Durchfahrten, Fassade wohl aus den 1950er Jahren, Satteldach, Schieferdeckung, Gebäude setzt sich im Norden eingeschossig fort. | 08986096 |
| Direkt Bild zu diesem Denkmal hochladen | Wappenrelief an einem Wohnhaus | Max-Korb-Straße 3 (Karte)                       | bezeichnet 1722                     | Barockes Wappen, ortsgeschichtlich von Bedeutung. An der Fassade, gerahmt von Rankenwerk, erkennbar Hirsch, Vogel, Baumwurzel (originaler Standort?). | 08986109 |
| Weitere Bilder                          | Postmeilensäule | Rudolf-Breitscheid-Straße 1 (gegenüber) (Karte) | bezeichnet 1729                     | Distanzsäule, verkehrsgeschichtlich von Bedeutung. Denkmaltext Kursächsische Distanzsäule bezeichnet 1729 mit Inschriften zu Entfernungsangaben und Wappenstück. Die Säule steht oberhalb des Marktes, am ursprünglichen Abzweig der Straße nach Grünhain, dem Postkurs Schneeberg-Grünhain-Annaberg. Sie besteht aus Greifensteiner Granit mit einem Sandsteinwappen. Sie wurde wahrscheinlich bereits im 18. oder 19. Jahrhundert neu aufgestellt, was aus den unterschiedliche Granitsorten geschlussfolgert wird. Anfang der 1930er erfolgte eine Restaurierung. Dabei konnten aber wegen der starken Verwitterung nicht mehr alle Entfernungsangaben erkannt und erneuert werden. Eine weitere Restaurierung erfolgte 1964. Im Jahre 1722 begann man im Kurfürstentum Sachsen mit der Aufstellung der Kursächsischen Postmeilensäulen. Kurfürst Friedrich August I. wollte hierdurch ein zeitgemäßes Verkehrs- und Transportleitsystem im Kurfürstentum aufbauen, um Handel und Wirtschaft zu fördern. Er beauftragte mit Generalvollmacht Magister Adam Friedrich Zürner (1679–1742) mit der Durchführung. Das System der Postmeilensäulen umfasste Distanzsäulen, Viertelmeilensteine, Halb- und Ganzmeilensäulen. Die Distanzsäulen sollten in den Städten vor den Stadttoren, später nur auf den Marktplätzen aufgestellt werden. Entlang der Poststraßen wurden Viertelmeilensteine, Halb- und Ganzmeilensäulen aufgestellt. Sie erhielten eine fortlaufende Nummerierung (Reihennummer), beginnend vom Anfang der Vermessung. Die Ganzmeilensäulen wurden außerhalb der Städte an den Poststraßen im Abstand von 1 Meile (= 9,062 km) aufgestellt. Die Distanzsäulen waren mit dem Monogramm „AR“ für „Augustus Rex“, dem kursächsisch und polnisch-litauischen Doppelwappen sowie der polnischen Königskrone gekennzeichnet. Die Ganzmeilen-, Halbmeilensäulen und Viertelmeilensteine waren alle ähnlich beschriftet, alle trugen kein Wappen, aber das Monogramm „AR“. Die Entfernungsangaben erfolgten in Wegestunden (1 Stunde= ½ Postmeile = 4,531 km). Dieses Meilensystem war das erste europäische Verkehrsleitsystem. Der hier betrachteten Säule kommt als Teil des überregional bedeutenden Postwegesystems eine hohe verkehrsgeschichtliche Bedeutung zu. | 08986116 |
| Direkt Bild zu diesem Denkmal hochladen | Metallwarenfabrik | Rudolf-Breitscheid-Straße 2 (Karte)             | um 1910                             | In der Formensprache des Reformstils, sehr ursprünglich erhalten, ortsgeschichtliche und baugeschichtliche Bedeutung. Heterogener Grundriss, anderthalbgeschossiger massiver Putzbau, vielteilige Dachlandschaft (Schiefer), unter anderem mit Uhrenturm, großteils noch ursprüngliche Sprossung = Seltenheitswert, Gurtgesims, Eingang zeitgenössische Gestaltung, originales Türblatt, ursprünglich Firma Strelow, Fertigung von Gaszählern(?). | 08986129 |
| Direkt Bild zu diesem Denkmal hochladen | Villa (Nr. 15) mit Remisengebäude (Nr.17), Villengarten (Gartendenkmal, mit originaler Auffahrt) und Pforte                                                    | Rudolf-Breitscheid-Straße 15; 17 (Karte)        | 1919                                | Stattliches Gebäude, äußerlich schlichte Putzfassade, im Innern weitgehend ursprünglich erhalten, im Reformstil, baugeschichtliche und ortsgeschichtliche Bedeutung. Zweigeschossiger massiver Putzbau mit steilem Walmdach (Schleppgaupen), originale Fenstersprossung, noch weitgehend originale Gartengestaltung. | 08986131 |
| Direkt Bild zu diesem Denkmal hochladen | Wohnhaus in geschlossener Bebauung und in Ecklage | Scheibenberger Straße 2 (Karte)                 | 1901, Kern womöglich älter          | Putzbau mit Tordurchfahrt, Eckbetonung, baugeschichtliche und städtebauliche Bedeutung. Zweigeschossiger Bruchsteinbau verputzt, Fenstergewände, Dacherker zur Scheibenberger Straße muschelbekrönt, Ecke durch Aufbau akzentuiert, profiliertes Traufgesims, zwei segmentbogige, verhältnismäßig große Eingänge, Pseudofenstersprossung. | 08986127 |
| Direkt Bild zu diesem Denkmal hochladen | Wohnhaus in offener Bebauung | Scheibenberger Straße 11 (Karte)                | vermutlich vor 1750                 | Obergeschoss Fachwerk, Relikt regionaltypischer Holzbauweise, baugeschichtliche und ortsentwicklungsgeschichtliche Bedeutung. Erdgeschoss massiv, womöglich ursprünglich Blockstube, Fachwerkkonstruktion Obergeschoss weitgehend intakt, steiles Satteldach. | 08986110 |
| Direkt Bild zu diesem Denkmal hochladen | Wohnhaus einer ehemaligen Gasanstalt | Scheibenberger Straße 42 (Karte)                | 1905                                | Zeittypischer Ziegelbau, Gasmeisterhaus, von baugeschichtlicher und ortsgeschichtlicher Bedeutung. Anderthalbgeschossiger roter Backsteinbau, mit gelben Klinkern abgesetzt, mit einigen Verzierungselementen, Segmentbogenöffnungen, Deutsches Band. | 08986133 |
| Direkt Bild zu diesem Denkmal hochladen | Gasthaus (ohne Anbau) | Scheibenberger Straße 102 (Karte)               | 1887                                | Obergeschoss Fachwerk, baugeschichtliche und ortsgeschichtliche Bedeutung. Erdgeschoss massiv, spätklassizistisches Haustürgewände, Giebel Sichtfachwerk, sonst verschiefert, Satteldach. | 08986120 |
| Direkt Bild zu diesem Denkmal hochladen | Wohnstallhaus (mit Anbau) eines Bauernhofes | Scheibenberger Straße 103 (Karte)               | Kern um 1700                        | Putzbau mit vergleichsweise aufwändigem Portal, sehr alte Bausubstanz, exponierte Lage, bauhistorische und ortsgeschichtliche Bedeutung. Zweigeschossiger massiver Putzbau, desgleichen Anbau über Eck, steiles unregelmäßiges (schiefergedecktes) Satteldach deutet auf ursprüngliche Fachwerk-Bauweise, vergleichsweise aufwändiges Portal. | 08986119 |
| Weitere Bilder                          | Wohnhaus in Ecklage und in halboffener Bebauung | Schwarzenberger Straße 2 (Karte)                | um 1900                             | Zeittypische Klinkerfassade, originales Dekor erhalten, baugeschichtliche Bedeutung und wegen des Eckturms auch städtebauliche Bedeutung am Markt. Zweigeschossiger Bau, Erdgeschoss verputzt, Obergeschoss und zweites Obergeschoss (Turm) gelber Klinker, Fenster mit profilierter Sandsteinrahmung (zum Teil florale Spiegel), Satteldach mit stehenden Gaupen. | 08986101 |
| Direkt Bild zu diesem Denkmal hochladen | Meilenstein | Zwönitzer Straße                                |                                     | | 08986134 |
| Weitere Bilder                          | Wohnhaus in Ecklage und in halboffener Bebauung | Zwönitzer Straße 1 (Karte)                      | 18. Jahrhundert                     | Barocker Putzbau, Türportal mit Wappen, baugeschichtliche und ortshistorische Bedeutung, entscheidend ortsbildprägend. Zweigeschossiger massiver Putzbau, Lisenengliederung, steiles Walmdach, zur Traufe hin geschweift, altdeutsche Schieferdeckung, tiefer Baukörper, Wappen. | 08986107 |
| Direkt Bild zu diesem Denkmal hochladen | Wohnhaus in geschlossener Bebauung und in Ecklage | Zwönitzer Straße 2                              | 18. Jahrhundert                     | Barocker Putzbau mit Tordurchfahrt, baugeschichtliche und ortsbildprägende Bedeutung. Zweigeschossig, massive Porphyrfenstergewände in beiden Geschossen, Gurtband, Walmdach (wie Richtung gedreht), Durchfahrt mit Tor (zirka 1920er Jahre), unbewohnt. | 08986111 |
| Direkt Bild zu diesem Denkmal hochladen | Wohnhaus in offener Bebauung | Zwönitzer Straße 12 (Karte)                     | 1911                                | Putzfassade mit vergleichsweise aufwändiger Gliederung, mit ehemaliger Posamentenfabrikation, baugeschichtliche und ortsgeschichtliche Bedeutung. Zwei- bis dreigeschossiger massiver Putzbau mit Krüppelmansarddach, Porphyr-Fenstergewände, -Lisenen und -Traufgestaltung, zentraler Dacherker dreiecksübergiebelt Im zweiten Obergeschoss ehemals Posamentenfabrikation; (ehemals in Bahnhofsnähe). | 08986128 |
| Direkt Bild zu diesem Denkmal hochladen | Wohnhaus in offener Bebauung, mit Garten | Zwönitzer Straße 16 (Karte)                     | wohl 1920                           | Villenartiger Putzbau mit Verschindelung, im Heimatstil, baugeschichtliche Bedeutung. | 09306308 |
| Direkt Bild zu diesem Denkmal hochladen | Forsthaus | Zwönitzer Straße 124 (Karte)                    | 1907                                | Alte Ortslage Burgstädtel, Putzbau mit Fachwerkgiebel, in der Formensprache des Heimatstils, baugeschichtliche und ortsgeschichtliche Bedeutung. Massiver Putzbau, Giebelseite mit Verbretterung, mit Zierfachwerk im zentralen Dacherker, Krüppelwalmdach mit Überstand, Erdgeschoss Segmentbogenfenster. | 08986135 |

## Hermannsdorf
| Bild                                    | Bezeichnung                                                            | Lage                         | Datierung                                  | Beschreibung | ID       |
| --------------------------------------- | ---------------------------------------------------------------------- | ---------------------------- | ------------------------------------------ | --- | -------- |
| Direkt Bild zu diesem Denkmal hochladen | Wohnstallhaus und zwei Seitengebäude eines Bauernhofes                 | Am Hundsrück 4 (Karte)       | bezeichnet 1865                            | Wohnstallhaus Obergeschoss Fachwerk, baugeschichtliche und ortsentwicklungsgeschichtliche Bedeutung. - Wohnstallhaus: Erdgeschoss massiv, etwas geglättet, Obergeschoss-Fachwerk zweiriegelig, regelmäßig, Satteldach, - Seitengebäude verbrettert | 08986153 |
| Direkt Bild zu diesem Denkmal hochladen | Wohnstallhaus                                                          | Am Hundsrück 9 (Karte)       | Kern 18. Jahrhundert                       | Obergeschoss Fachwerk, Konstruktion weitgehend intakt, baugeschichtliche und ortsentwicklungsgeschichtliche Bedeutung. Erdgeschoss sehr geglättet, einige Öffnungen Obergeschoss zugesetzt, aber nur ein liegendes Fenster, zweiriegeliges Fachwerk, steiles Satteldach mit Aufschieblingen. | 08986178 |
| Direkt Bild zu diesem Denkmal hochladen | Wohnstallhaus und Seitengebäude eines Bauernhofes                      | Am Hundsrück 13              | 2. Hälfte 19. Jahrhundert, Kern wohl älter | Wohnstallhaus Obergeschoss Fachwerk, Hofanlage in exponierter Lage, baugeschichtliche und ortsentwicklungsgeschichtliche Bedeutung. Wohnstallhaus: Erdgeschoss sehr verändert, aber Obergeschoss Fachwerkkonstruktion weitgehend intakt, nur Rückseite massiv, Fenster einfeldrig, recht flaches Satteldach, Scheune verbrettert | 08986152 |
| Direkt Bild zu diesem Denkmal hochladen | Wohnhaus und Scheune eines Bauernhofes                                 | Am Hundsrück 17 (Karte)      | vor 1850                                   | Obergeschoss Fachwerk, exponierte Lage, baugeschichtliche Bedeutung. Erdgeschoss massiv, Obergeschoss-Konstruktion wohl intakt, originale Fenstergrößen mit Sprossung in ursprünglicher Teilung, neue Obergeschoss-Verbretterung, Satteldach. | 08986150 |
| Direkt Bild zu diesem Denkmal hochladen | Wohnstallhaus eines Bauernhofes                                        | Dörfler Kirchsteig 2 (Karte) | Kern 18. Jahrhundert                       | Obergeschoss Fachwerk, baugeschichtliche und ortsbildprägende Relevanz. Erdgeschoss geglättet, Stallteil außen noch erkennbar, alle Fenster (zum Teil liegendes Format) Kunststoff mit Sprossung in Aspik, der große Fachwerkkorb zweiriegelig, Satteldach mit Aufschieblingen ohne Ausbau. | 08986177 |
| Weitere Bilder                          | Kirche (mit Ausstattung) und Kirchhof mit Einfriedung                  | Dorfstraße (Karte)           | im Kern 1611                               | Schöne klassizistische Saalkirche mit Dachreiter, ortshistorisch und baugeschichtlich von Bedeutung. Saalkirche mit hohem verschieferten Dachreiter, Putzbau mit geradem Ostschluss, Krüppelwalmdach, Treppenhausanbau, Umbau durch A. F. Viehweger 1842. | 08986166 |
| Direkt Bild zu diesem Denkmal hochladen | Ehemaliges Wohnmühlenhaus, später Gasthof                              | Dorfstraße 2 (Karte)         | nach 1800, Kern womöglich älter            | Obergeschoss Fachwerk verkleidet, baugeschichtliche und ortsgeschichtliche Bedeutung. Erdgeschoss massiv, profiliertes Haustürgewände, Fachwerkkonstruktion im Obergeschoss intakt, bis auf Giebelseite bergwärts, hier große liegende Fenster, Krüppelwalmdach ohne Ausbauten. | 08986174 |
| Direkt Bild zu diesem Denkmal hochladen | Wohnstallhaus (mit Anbau), Scheune und Seitengebäude eines Bauernhofes | Dorfstraße 10 (Karte)        | bezeichnet 1710                            | Wohnstallhaus Obergeschoss strebenreiches Fachwerk, eine in Aussehen und Struktur weitgehend ursprünglich erhaltene Hofanlage, ortsbildprägende Funktion, baugeschichtliche Bedeutung. Erdgeschoss massiv, zum Teil verändert, aber Obergeschoss Sichtfachwerk, einriegelig, mit Streben, originale Fenstergrößen, Krüppelwalmdach, Seitengebäude verbrettert.                                                                             | 08986175 |
| Direkt Bild zu diesem Denkmal hochladen | Wohnhaus                                                               | Dorfstraße 36 (Karte)        | Anfang 18. Jahrhundert                     | Obergeschoss Fachwerk, Konstruktion mit profilierten Balkenköpfen, baugeschichtliche Bedeutung. Erdgeschoss massiv, Obergeschoss Fachwerk zweiriegelig, Schwelle profiliert, Giebel verbrettert, hohes Satteldach. | 09306307 |
| Direkt Bild zu diesem Denkmal hochladen | Wohnstallhaus und Scheune eines Bauernhofes                            | Dorfstraße 48 (Karte)        | wohl vor 1800                              | Wohnstallhaus Obergeschoss Fachwerk, Scheune verbrettert, authentisch erhaltene Hofanlage, baugeschichtliche Bedeutung. Wohnstallhaus: Erdgeschoss massiv, Obergeschoss mit intakter Konstruktion, Kunststofffenster originale Größe, verbrettert, steiles Krüppelwalmdach, Scheune verbrettert. | 08986172 |
| Weitere Bilder                          | Pfarrhaus und Seitengebäude eines Pfarrhofes                           | Dorfstraße 56                | nachträglich bezeichnet 1737               | Stattliches Pfarrhaus mit Fachwerk-Obergeschoss und Korbbogenportal, Scheune verbrettert, baugeschichtliche und ortsgeschichtliche Bedeutung. Erdgeschoss massiv, vergleichsweise hoch, Türgewände mit Korbbogenabschluss, Fachwerkkonstruktion intakt, steiles Krüppelwalmdach mit altdeutscher Schieferdeckung, Giebelverbretterung, Scheune verbrettert.                                                                                | 08986169 |
|                                         | Ehemalige Schule                                                       | Dorfstraße 58                | bezeichnet 1839, später überformt          | Obergeschoss Fachwerk, Segmentbogenportal, hochgradig ursprünglich erhalten, baugeschichtliche und ortsgeschichtliche Bedeutung. Erdgeschoss massiv, schönes profiliertes Türgewände mit originalem Türblatt, beide Geschosse mit Fenstersprossung im originalen Sinne, Sichtfachwerk zweiriegelig, profilierte Schwelle, Giebel verbrettert, Satteldach, Schieferdeckung.                                                                 | 08986167 |
| Direkt Bild zu diesem Denkmal hochladen | Ehemalige Schule über Hakengrundriss                                   | Dorfstraße 65 (Karte)        | 1792 später überformt                      | Obergeschoss Fachwerk, Segmentbogenportal und Dachreiter, baugeschichtliche und ortsgeschichtliche Bedeutung. Erdgeschoss massiv, stark verändert, desgl. Rückseite, ansonsten Fachwerk-Obergeschoss aber intakt, Fachwerk zweiriegelig, zum Teil Ständer-Engstand, zum Teil mit Streben, Krüppelwalmdächer, wurde gerade Prefa-gedeckt, (noch) großes rundbogiges Türgewände.                                                             | 08986171 |
| Direkt Bild zu diesem Denkmal hochladen | Wohnhaus                                                               | Dorfstraße 67 (Karte)        | nach 1800                                  | Obergeschoss Fachwerk, mit intakter Konstruktion, baugeschichtliche Bedeutung. Erdgeschoss massiv, Obergeschoss mit originalen Fenstergrößen, Fachwerk zweiriegelig, zum Teil verbrettert, Giebel verbrettert, Krüppelwalmdach, Schieferdeckung. | 08986168 |
| Direkt Bild zu diesem Denkmal hochladen | Gasthof (mit Saal)                                                     | Dorfstraße 89 (Karte)        | vor 1900                                   | Stattlicher Putzbau, ortsgeschichtliche Bedeutung. Zweigeschossiger massiver Putzbau, gegliedert durch fünf Lisenen an der Längsseite, Erdgeschoss Segmentbogenfenster, Tanzsaal mit den charakteristischen Rundbogenfenstern, flaches Satteldach, ursprüngliche Putzgliederung verloren. | 08986160 |
| Direkt Bild zu diesem Denkmal hochladen | Wohnstallhaus                                                          | Dorfstraße 92 (Karte)        | Kern 18. Jahrhundert                       | Obergeschoss Fachwerk, insgesamt gut erhaltene Konstruktion, baugeschichtliche Bedeutung. Erdgeschoss massiv, Obergeschoss-Fenster originale Größe, zweiriegelig, womöglich mehrere Bauphasen, steiles Satteldach mit Aufschieblingen, einzige gravierende Veränderung ist das Panoramafenster im verbretterten Giebel. | 08986163 |
| Direkt Bild zu diesem Denkmal hochladen | Wohnhaus                                                               | Dorfstraße 102 (Karte)       | um 1850                                    | Obergeschoss Fachwerk, hochgradig ursprünglich, baugeschichtliche Bedeutung. Erdgeschoss massiv, Fachwerk zweiriegelig, originale Fenstergrößen, alte sechsfeldrige Fenster, Giebel verbrettert, Satteldach. | 08986162 |
| Direkt Bild zu diesem Denkmal hochladen | Wohnhaus, mit rückwärtigem Anbau                                       | Dorfstraße 106 (Karte)       | 1801, später verändert                     | Obergeschoss Fachwerk, Konstruktion weitgehend erhalten, baugeschichtliche Bedeutung. Erdgeschoss massiv, Fachwerk einriegelig, mit Streben, steiles Satteldach mit Aufschieblingen. | 08986161 |
| Direkt Bild zu diesem Denkmal hochladen | Wohnstallhaus und Scheune eines Bauernhofes                            | Dorfstraße 125 (Karte)       | vor 1750                                   | Authentisch erhalten, Zeugnisse der älteren Generation regionaltypischer Holzbauweise, baugeschichtlicher Wert. Erdgeschoss massiv, Obergeschoss Fachwerkkonstruktion weitgehend intakt, alte Formen, steiles Satteldach, Scheune verbrettert. | 08986158 |
| Direkt Bild zu diesem Denkmal hochladen | Wohnhaus                                                               | Dorfstraße 135 (Karte)       | vor 1800                                   | Obergeschoss Fachwerk verkleidet, Konstruktion intakt, baugeschichtliche Relevanz. Erdgeschoss massiv, etwas geglättet, Obergeschoss-Fachwerk verkleidet, Fenstergrößen original, steiles Satteldach mit Aufschieblingen. | 08986157 |
| Direkt Bild zu diesem Denkmal hochladen | Wohnhaus                                                               | Dorfstraße 140 (Karte)       | um 1800                                    | Obergeschoss Fachwerk, baugeschichtliche Relevanz. Erdgeschoss massiv, Obergeschoss-Fachwerk zweiriegelig, Fenster originale Größe, Krüppelwalmdach mit leichtem Überstand, stehende Gaupen, neue Schieferdeckung. | 08986159 |
| Direkt Bild zu diesem Denkmal hochladen | Wohnstallhaus eines Bauernhofes                                        | Dorfstraße 162               | um 1850                                    | Obergeschoss Fachwerk, Konstruktion intakt, baugeschichtliche Bedeutung. Erdgeschoss massiv, geglättet, Fenster originale Größe, Satteldach, Fachwerk aufgebrettert, da wohl Dämmplatten auf die Gefache gebracht worden sind, trotz Aufbretterung von Dokumentationswert, Krüppelwalmdach. | 08986156 |
| Direkt Bild zu diesem Denkmal hochladen | Wohnstallhaus und Scheune eines Bauernhofes                            | Dorfstraße 165 (Karte)       | 18. Jahrhundert                            | Wohnstallhaus Obergeschoss Fachwerk, weitgehend ursprüngliche Hofanlage, baugeschichtliche und ortsentwicklungsgeschichtliche Bedeutung. Erdgeschoss massiv, Stallteil vorhanden, hier auch altes Türgewände mit Zahnschnitt, Fachwerk Obergeschoss mit erhaltener Konstruktion, Eckstreben, Fenster Obergeschoss originale Größe, steiles Satteldach mit altdeutscher Schieferdeckung, wohl unbewohnt, Scheune verbrettert, nicht so alt. | 08986154 |
| Direkt Bild zu diesem Denkmal hochladen | Wohnstallhaus und Scheune eines Bauernhofes                            | Dorfstraße 182               | 1913                                       | Wohnstallhaus mit Fachwerk-Obergeschoss und Rundbogenportal, recht ursprünglich erhalten, baugeschichtliche Bedeutung. Erdgeschoss massiv, Obergeschoss Sichtfachwerk, zweiriegelig, sehr regelmäßig, Konstruktion intakt, Satteldach, Drempel verbrettert. | 08986155 |
| Direkt Bild zu diesem Denkmal hochladen | Wohnstallhaus eines Bauernhofes                                        | Schlettauer Weg 5 (Karte)    | 1936, im Kern wohl älter                   | Massives Gebäude mit Mansarddach, zeitgenössische Formensprache zwischen Reform- und Heimatstil, für die Gattung Seltenheitswert, baugeschichtliche Bedeutung. Zweigeschossiger massiver Putzbau, profiliertes Haustürgewände, zum Teil noch originale Fenstersprossung, Schmuckelemente. | 08986165 |
| Direkt Bild zu diesem Denkmal hochladen | Wohnstallhaus eines Bauernhofes                                        | Schlettauer Weg 6 (Karte)    | um 1840                                    | Obergeschoss Fachwerk mit intakter Konstruktion und enger Ständerstellung, baugeschichtliche Bedeutung, Erdgeschoss massiv, noch sehr ursprünglich (zum Beispiel Winterfenster, originale Stallfenster), Fachwerk Obergeschoss zweiriegelig, hier zum Teil schon Kunststofffenster, aber alle in originaler Größe, Satteldach, Giebelverbretterung.                                                                                        | 08986164 |
| Direkt Bild zu diesem Denkmal hochladen | Wohnstallhaus eines Bauernhofes                                        | Ziegengasse 14 (Karte)       | 1. Hälfte 19. Jahrhundert                  | Obergeschoss Fachwerk, baugeschichtliche Relevanz. Erdgeschoss massiv, verändert, Fachwerkteil mit intakter Konstruktion, zweiriegelig, Satteldach. | 08986173 |
| Direkt Bild zu diesem Denkmal hochladen | Wohnstallhaus eines Bauernhofes                                        | Zschopauweg 14 (Karte)       | vor 1850                                   | Stattliches Gebäude, Obergeschoss Fachwerk, ortsbildprägend, baugeschichtliche Bedeutung. Erdgeschoss Feldstein, Haustürgewände, Fachwerk zweiriegelig, steiles Satteldach. | 08986176 |

## Schwarzbach
| Bild                                    | Bezeichnung                                                                                                   | Lage                           | Datierung                 | Beschreibung | ID       |
| --------------------------------------- | --- | ------------------------------ | ------------------------- | --- | -------- |
| Direkt Bild zu diesem Denkmal hochladen | Straßenbrücke über den Schwarzbach                                                                            | Am Schwarzbach (Karte)         | 19. Jahrhundert           | Steinerne Bogenbrücke, baugeschichtli438641ch von Bedeutung. Mit neu errichteten Wangen. | 08986140 |
|                                         | Wohnmühlenhaus (mit Mühlentechnik), daran angebautes Seitengebäude, Mühlgraben und Teich eines Mühlenanwesens | Am Schwarzbach 11 (Karte)      | Kern vor 1850             | Mühlenstandort erwähnt seit 16. Jahrhundert; Wohnmühlenhaus zeittypischer Putzbau, ortsstrukturprägendes Anwesen, technikhistorische Bedeutung. - Wohnmühlenhaus massiv, zweigeschossig, weitgehend originales Wand-Öffnungs-Verhältnis, Obergeschoss womöglich ursprünglich Fachwerk, Satteldach mit stehenden Gaupen, altdeutsche Schieferdeckung, - Aufzug, Technik sowie Wasserbau vorhanden, Walzenstühle, Schrotgang, Plansichter, Wasserrad, - Seitengebäude Obergeschoss verbrettert. | 08986144 |
| Direkt Bild zu diesem Denkmal hochladen | Ehemaliges Armenhaus (vermutlich)                                                                             | Am Schwarzbach 12 (Karte)      | 2. Hälfte 19. Jahrhundert | Eingeschossiger Putzbau, hoher Originalitätsgrad, sozialgeschichtliche Bedeutung. Eingeschossiges massives Gebäude mit Segmentbogenöffnungen, Giebel mit zwei Lünetten, alte Fenstersprossung, Satteldach, Schieferdeckung. | 08986145 |
| Direkt Bild zu diesem Denkmal hochladen | Straßenbrücke über den Schwarzbach                                                                            | Grenzweg 1 (bei) (Karte)       | 19. Jahrhundert           | Bruchstein-Bogenbrücke, baugeschichtlich von Bedeutung. | 08986146 |
| Direkt Bild zu diesem Denkmal hochladen | Auszugshaus eines Bauernhofes                                                                                 | Hauptstraße 14 (Karte)         | um 1800                   | Obergeschoss Fachwerk verbrettert, authentisches Relikt von Holzbauweise, sozialhistorische und baugeschichtliche Relevanz. Erdgeschoss massiv, Obergeschoss verbrettert, weitgehend ursprüngliches Wand-Öffnungs-Verhältnis, Satteldach. | 08986141 |
| Direkt Bild zu diesem Denkmal hochladen | Wohnhaus | Hauptstraße 39 (Karte)         | 1898                      | Stattlicher Putzbau mit Einflüssen des Späthistorismus und des Schweizerstils, recht authentisch, baugeschichtliche Bedeutung. Zweigeschossiger massiver Putzbau, Erdgeschoss mit Putzrustizierung, Obergeschoss wie Piano Nobile mit größerer Fensterfront, Fenstergewände profiliert und bekrönt, zwei Dacherker, zwei Veranden, Holzverzierungen in den Giebeldreiecken, Satteldach mit Überstand.                                                                                         | 08986137 |
| Direkt Bild zu diesem Denkmal hochladen | Ehemaliges Huthaus                                                                                            | Hauptstraße 45 (Karte)         | bezeichnet 1858           | Obergeschoss Fachwerk, baugeschichtliche und ortsgeschichtliche Bedeutung. Erdgeschoss geglättet, Obergeschoss verschiefert, weitgehend ursprüngliches Wand-Öffnungs-Verhältnis, Satteldach, Bergbauzeichen über der Tür. | 08986136 |
| Direkt Bild zu diesem Denkmal hochladen | Pfarrhaus | Kirchsteig 10 (Karte)          | 1870                      | Zeittypischer Putzbau, baugeschichtliche und ortsgeschichtliche Bedeutung. Zweigeschossiger massiver Putzbau mit Drempel, Porphyrgewände, markanter rundbogiger Eingang, spitzbogig bekrönt, zum Teil T-Fenstersprossung, flaches Satteldach. | 08986142 |
| Weitere Bilder                          | Kirche mit Ausstattung                                                                                        | Kirchsteig 12 (Karte)          | 1836/37                   | Kleine klassizistische Saalkirche mit Dachreiter, von baugeschichtlicher und ortsgeschichtlicher Bedeutung. 1986–1995 Restaurierung, von Johann Traugott Lohse erbaut, Kriegerdenkmal für die Gefallenen des Ersten Weltkrieges (von 1927) auf dem Kirchhof, 2006 wegen Baufälligkeit abgetragen. | 08986143 |
| Direkt Bild zu diesem Denkmal hochladen | Wohnstallhaus eines Bauernhofes                                                                               | Waschleithner Straße 1 (Karte) | 18. Jahrhundert           | Obergeschoss Fachwerk, weitgehend ursprünglich, Relikt regionaltypischer Holzbauweise, baugeschichtliche Bedeutung. Erdgeschoss massiv, Obergeschoss großteils Fachwerk, recht eng stehende Ständer, intaktes Wand-Öffnungs-Verhältnis, steiles Satteldach, Stallteil noch erkennbar. | 08986138 |